# Amerikaanse Maagdeneilanden op de Olympische Zomerspelen 2000
De Amerikaanse Maagdeneilanden namen deel aan de Olympische Zomerspelen 2000 in Sydney, Australië. Het was de achtste deelname aan de Olympische Zomerspelen. Aan de enige gewonnen medaille in 1988 werd deze editie geen medaille toegevoegd.
Van de negen deelnemers waren er vijf debutant op de Spelen, twee namen er voor de tweede keer deel, een voor de derde keer en een voor de vierde keer.

## Deelnemers en resultaten
(m) = mannen, (v) = vrouwen 

### Atletiek
| Olympiër (deelname) | Discipline      | Resultaat | Prestatie                                       |
| ------------------- | --------------- | --------- | ----------------------------------------------- |
| Jeff Jackson        | 110m horden (m) | 31e       | serie 4: 6e in 14,05 kwartfinale 2: 8e in 14,17 |
|                     |                 |           |                                                 |
| Ameerah Bello       | 100m (v)        | 45e       | serie 8: 5e in 11,64                            |
| Flora Hyacinth      | verspringen (v) | 32e       | kwalificatie: 17e met 6,08m                     |

### Paardensport
| Olympiër    | Discipline                 | Resultaat | Prestatie                                                                                               |
| ----------- | -------------------------- | --------- | --- |
| Gigi Hewitt | springconcours individueel | 69e       | kwalificatie: 1e ronde: 24 strafpunten 2e ronde: 16 strafpunten 3e ronde: RT totaal: 100,50 strafpunten |

### Schietsport
| Olympiër       | Discipline             | Resultaat | Prestatie                                               |
| -------------- | ---------------------- | --------- | ------------------------------------------------------- |
| Chris Rice     | 10m luchtpistool (m)   | 39e       | kwalificatie: 560 punten (94 - 96 - 94 - 92 - 91 - 93)  |
| Chris Rice     | 50m pistool (m)        | 27e       | kwalificatie: 548 punten (92 - 91 - 89 - 93 - 89 - 94)  |
| Bruce Meredith | 50m geweer liggend (m) | 46e       | kwalificatie: 584 punten (98 - 98 - 96 - 94 - 98 - 100) |

### Zeilen
| Olympiër (deelname) | Discipline      | Resultaat | Prestatie                                                                            |
| ------------------- | --------------- | --------- | ------------------------------------------------------------------------------------ |
| Paul Stroeken       | plankzeilen (m) | 32e       | 236 punten (23 - 27 - 37/dnf - 31 - 32 - 30 - 24 - 28 - 27 - 25 - 21 = 305)          |
| Ben Been            | finn klasse (m) | 24e       | 185 punten (20 - 24 - 22 - 13 - 21 - 20 - 26/dnf - 26/dnf - 23 - 22 - 20 = 237 pnt.) |

### Zwemmen
| Olympiër       | Discipline          | Resultaat | Prestatie              |
| -------------- | ------------------- | --------- | ---------------------- |
| George Gleason | 100m vrije slag (m) | 42e       | serie 5: 3e in 52,00   |
| George Gleason | 200m vrije slag (m) | 39e       | serie 2: 3e in 1.54,64 |
| George Gleason | 100m wisselslag (m) | 42e       | serie 1: 2e in 2.08,25 |

Albanië · Algerije · Amerikaanse Maagdeneilanden · Amerikaans-Samoa · Andorra · Angola · Antigua en Barbuda · Argentinië · Armenië · Aruba · Australië · Azerbeidzjan · Bahama's · Bahrein · Bangladesh · Barbados · België · Belize · Benin · Bermuda · Bhutan · Bolivia · Bosnië en Herzegovina · Botswana · Brazilië · Britse Maagdeneilanden · Brunei · Bulgarije · Burkina Faso · Burundi · Cambodja · Canada · Centraal-Afrikaanse Republiek · Chili · China · Chinees Taipei · Colombia · Comoren · Congo-Brazzaville · Congo-Kinshasa · Cookeilanden · Costa Rica · Cuba · Cyprus · Denemarken · Djibouti · Dominica · Dominicaanse Republiek · Duitsland · Ecuador · Egypte · El Salvador · Equatoriaal-Guinea · Eritrea · Estland · Ethiopië · Fiji · Filipijnen · Finland · Frankrijk · Gabon · Gambia · Georgië · Ghana · Grenada · Griekenland · Groot-Brittannië · Guam · Guatemala · Guinee · Guinee‑Bissau · Guyana · Haïti · Honduras · Hongarije · Hongkong · Ierland · IJsland · India · Indonesië · Irak · Iran · Israël · Italië · Ivoorkust · Jamaica · Japan · Jemen · Joegoslavië · Jordanië · Kaaimaneilanden · Kaapverdië · Kameroen · Kazachstan · Kenia · Kirgizië · Koeweit · Kroatië · Laos · Lesotho · Letland · Libanon · Liberia · Libië · Liechtenstein · Litouwen · Luxemburg · Macedonië · Madagaskar · Malawi · Malediven · Maleisië · Mali · Malta · Marokko · Mauritanië · Mauritius · Mexico · Micronesië · Moldavië · Monaco · Mongolië · Mozambique · Myanmar · Namibië · Nauru · Nederland · Nederlandse Antillen · Nepal · Nicaragua · Nieuw-Zeeland · Niger · Nigeria · Noord-Korea · Noorwegen · Oeganda · Oekraïne · Oezbekistan · Oman · Oostenrijk · Pakistan · Palau · Palestina · Panama · Papoea-Nieuw-Guinea · Paraguay · Peru · Polen · Portugal · Puerto Rico · Qatar · Roemenië · Rusland · Rwanda · Saint Kitts en Nevis · Saint Lucia · Saint Vincent en Grenadines · Salomonseilanden · Samoa · San Marino ·  Sao Tomé en Principe · Saoedi-Arabië · Senegal · Seychellen · Sierra Leone · Singapore · Slovenië · Slowakije · Soedan · Somalië · Spanje · Sri Lanka · Suriname · Swaziland · Syrië · Tadzjikistan · Tanzania · Thailand · Togo · Tonga · Trinidad en Tobago · Tsjaad · Tsjechië · Tunesië · Turkije · Turkmenistan · Uruguay · Vanuatu · Venezuela · Verenigde Arabische Emiraten · Verenigde Staten · Vietnam · Wit-Rusland · Zambia · Zimbabwe · Zuid-Afrika · Zuid-Korea · Zweden · Zwitserland · Individuele olympische atleten